# Crepidostomum cooperi
Crepidostomum cooperi är en plattmaskart. Crepidostomum cooperi ingår i släktet Crepidostomum och familjen Allocreadiidae. Inga underarter finns listade i Catalogue of Life.